# ニコライ・キム
ニコライ・アンドレーヴィチ・キム(Николай Андреевич Ким)はソ連軍の軍人。

## 生涯
1904年、ロシアの極東地域に生まれる。1912年から1916年まで地元の学校に通っていた。1923年から1925年まで父と共に農業に従事した。
1925年秋にモスクワ歩兵学校に入学。1928年に卒業後は第36師団第107連隊小隊長に任命される。1928年、ソビエト連邦共産党に入党。1929年、中ソ紛争に参加。1932年12月、第26師団第76連隊機関銃教導中隊長。1934年10月、参謀長補佐。後に第1師団116連隊訓練中隊長。1936年、第17師団第629連隊学校主任。1937年、第17師団51連隊中隊長。1938年、軍事学校卒業、大尉に昇進。1939年、冬戦争に参加。1940年2月から中隊長、モスクワ軍管区第624連隊大隊長補佐を歴任。同年11月、モスクワ軍管区第40連隊歩兵学校主任。1941年、マルクス・レーニン大学卒業。
1941年に独ソ戦が勃発。同年8月に負傷し、スターリングラードの病院で治療を受けた。1941年12月、南部戦線第349師団第1169連隊参謀長。1942年3月、少佐。イジューム-ヴォロネジ・クラマトルスク・ハルキウ方面の戦闘に参加して負傷。1942年5月、第349師団1173連隊長。6月17日、ロストフ・ナ・ドヌの近くで負傷し、マハチカラの病院で治療を受けた。同年9月、ザカフカーズ戦線に編入。
1942年10月から第319師団1336連隊長。後に1136連隊長。11月21日、アーデンの戦闘で負傷し、マハチカラで再び治療を受けた。1943年1月、第389師団第545連隊長。同年2月から3月まで入院。
1943年3月、北カフカース戦線第389師団第1277連隊長。1943年11月、第4ウクライナ戦線第34親衛師団第105連隊長。1943年12月、第4ウクライナ戦線第34親衛赤旗師団第40連隊長。
1944年6月、第3ウクライナ戦線第394赤旗師団第815連隊長。同年8月から翌年2月まで入院。
1945年2月、第3ウクライナ戦線第233師団第703連隊長。ブダペスト攻勢に参加。
1946年8月、中佐で退役した。軍を退役した後は水産加工工場政治次長。

## 勲章
- 赤星勲章 - 1944年
- 赤旗勲章 - 3回（1944年、1945年、1946年）

## 参考
- ЗА ОСОБУЮ ХРАБРОСТЬ, САМООТВЕРЖЕННОСТЬ И МУЖЕСТВО
- Д.В. Шин Б.Д. Пак В.В. Цой. “СОВЕТСКИЕ КОРЕЙЦЫ на фронтах Великой Отечественной войны 1941–1945 гг” (PDF).  ロシア科学アカデミー東洋学研究所. p. 183-196. 2018年12月27日閲覧。